# الاتحاد الإسلامي في هونغ كونغ
الاتحاد الإسلامي في هونغ كونغ (بالصينية 香港伊斯蘭聯會)، هي منظمة إسلامية خيرية يقع مقرها في مسجد عمار.

## التاريخ
تأسس الاتحاد منذ حوالي 80 عاماً من قبل مسلمين من جنوب آسيا وجنوب شرق آسيا الذين كانوا في هونغ كونغ البريطانية للتجارة مع جمهورية الصين. وفي عام 1980 تم تنقيح دستور المنظمة لتلبية متطلبات التأسيس ككيان قانوني بموجب قانون الشركات لحكومة هونغ كونغ.

## العضوية
تضم المنظمة أكثر من 700 عضو مسلم من جنسيات مختلفة من بينهم الهندى والباكستانى والصينى والماليزى والبريطانى. وتدعم المنظمة السياسة غير التمييزية تجاه أعضائها على النحو المنصوص عليه في القرآن الكريم بأن التمييز العنصري لا ينبغي أن يمارس في الإسلام ويؤكد على الوحدة بين المسلمين.